# Discovery Glacier
Discovery Glacier är en glaciär i Antarktis. Den ligger i Östantarktis. Nya Zeeland gör anspråk på området. Discovery Glacier ligger 233 meter över havet.
Terrängen runt Discovery Glacier är varierad. Trakten är obefolkad. Det finns inga samhällen i närheten.